# Ormuz II
Hormizd II, u Ormuz II (en persa, هرمز دوم), rey de Persia de la dinastía sasánida que reinó durante siete años y cinco meses, a partir el 302 a 309. 

## Contexto histórico
Era hijo de Narsés (293-302). Casi no se sabe nada de su reinado.

## Reinado
Después de su muerte los nobles mataron a su hijo mayor Adarnases después de un reinado muy corto, pues él demostró una disposición cruel; mantuvieron a su otro hijo Ormuz preso, siendo reservado el trono para Sapor II, el hijo de su concubina. Otra versión dice que Sapor II era el hijo de la primera esposa de Ormuz II, y lo coronaron mientras que su madre estaba embarazada de modo que el bebé naciera como rey. Su hijo Ormuz (u Hormizd) escapó de la prisión con la ayuda de su esposa en 323, y encontró refugio en la corte de Constantino I (324-337). En 363, Hormizd sirvió en el ejército del emperador Juliano (361-363) contra Persia; su hijo, con el mismo nombre, desempeñó servicios luego en el gobierno romano como procónsul.
| Predecesor: Narsés | Rey del Imperio sasánida 302-309 | Sucesor: Adarnases |